# 永安林业
福建永安林业（集团）股份有限公司 （深交所：000663）是中国深圳证券交易所的一家上市公司，主营业务范围为A03。
2011年，该公司主营业务收入为382744070.79元，公司净利润为-47173689.49元，公司总资产为1511585243.26元。